# الحسينية (فلسطين)
الحسينية كانت قرية فلسطينية تبعد 11 كيلومتر شمال شرق مدينة صفد وتقع بالقرب من طريق صفد – المطلة. نشأت الحسينية على الضفة الجنوبية للمجرى الأدنى لسيل الحنداج فوق رقعة منبسطة من الأرض ترتفع نحو 145م عن سطح البحر، وتشرف على سهل الحولة الممتد إلى الشمال الشرقي منها. كانت القرية تبعد عن بحيرة الحولة مسافة 4 كم، وترتبط معها بطريق ثانوية. وكانت الأراضي الممتدة بين الحسينية وبحيرة الحولة مخصصة لعرب زبيد يتجولون فيها ويمارسون حرفة الزراعة.
تحيط بالحسينية أراض زراعية خصيبة تنتج مختلف أصناف الفواكه والزيتون والبصل والذرة الصفراء التي يتركز معظمها في الجهة الشمالية من القرية. وتتوافر المياه السطحية من سيل الحنداج الأدنى، علاوة على مياه الينابيع والآبار، وأهمها عين عدس وبئر الحسينية.
بلغ عدد سكان الحسينية نحو 170 نسمة انحدروا من أصول جزائرية في عام 1945، وكانوا يمارسون حرفة الزراعة إلى جانب تربية المواشي، وبخاصة الجواميس التي استفادوا منها في أعمال الحراثة وإنتاج الألبان واللحوم. وكان السكان يشتركون مع جيرانهم سكان قرية تليل في المدرسة الابتدائية الواقعة بين القريتين.
دمر اليهود قرية الحسينية عام 1948 وطردوا سكانها العرب وأقاموا على أراضيها مستعمرة “حولاتا”.
حيث واجهت القرية هجومين عنيفين من قبل قوات الهاغانا الصهيونية التي ارتكبت مجزرة يوم 13 مايو 1948 بحق أكثر من 30 طفل وامرأة، وأجبرت باقي السكان على الفرار والبحث عن مأوى في لبنان وسوريا.

## وصلات خارجية
- الحسينية ترحب بكم